# Duetti e collaborazioni di Lucio Dalla
- Nel 1965 è ospite nell'album dal vivo di Gino Paoli, dal titolo Allo studio A, dove canta L'ora di piangere.
- Nel 1966, nel programma musicale Incontro con Luigi Tenco, improvvisa al piano una canzone, accompagnato da quest'ultimo e Gianni Boncompagni alle chitarre.
- Nel 1967, assieme a Rita Pavone, canta Pirupirupirulì, colonna sonora del film "Littl Rita nel west".
- Nel 1969, per il film Dillinger è morto, di Marco Ferreri, canta un brano di Teo Usuelli, dal titolo La luce accesa.
- Nel 1972 incide su 45 giri Sulla rotta di Cristoforo Colombo, scritta insieme a Edoardo De Angelis.
- Nel 1974 tenne alcuni concerti, insieme ad Antonello Venditti, Francesco De Gregori e Maria Monti, da cui fu tratto il disco, Bologna 2 settembre 1974 (dal vivo), che racchiude una parte del concerto effettuato dai quattro artisti al Festival Nazionale dell'Unità.
- Nello stesso periodo Dalla e De Gregori scrissero insieme la musica e gli arrangiamenti per Pablo, che De Gregori inserì in Rimmel, e per Giovane esploratore Tobia, inclusa l'anno dopo in Bufalo Bill, tale partecipazione di Dalla ai due dischi dell'amico e collega porrà le basi per la futura collaborazione dei due artisti sul finire degli anni settanta[1].

Lucio Dalla e Francesco De Gregori durante il tour di Banana Republic del 1979

- Nel 1976 partecipa al disco del saxofonista Mario Schiano, Progetto per un inno: "now's the time", 1976, cantando L'Internazionale assieme a Venditti e De Gregori[2].
- Nel 1976 esce il film Signore e signori, buonanotte di cui scrive la colonna sonora assieme ad Antonello Venditti, Giuseppe Mazzuca e Nicola Samale. Con Antonello Venditti duetta nei brani L'Agente Tuttunpezzo e Funiculì funiculà.[3]
- Nello spettacolo Il futuro dell'automobile e altre storie, andato in onda sulla Rai agli inizi del 1977 duetta con: Paolo Conte cantando Onda su onda e La Topolino amaranto, con Edoardo Bennato, con Tony Esposito, con Gabriella Ferri con cui canta 4/3/43 e con Maria Monti con cui canta La Balilla.
- Nel 1980 collabora assieme a De Gregori all'album Una città per cantare di Ron, (già presente nel tour di Banana Republic nelle vesti di cantante, musicista e arrangiatore) sia scrivendo i testi per il cantautore pavese, sia cantando insieme nell'ultima strofa della title track[4].
- Sempre nel 1980 collabora all'album Alice dei Perigeo Special, cantando nelle canzoni Tea Party, con Anna Oxa, e Confusione gran confusione, con Nino Buonocore, Maria Monti, Ivan Cattaneo, Rino Gaetano, Anna Oxa, Jenny Sorrenti e Giovanni Tommaso
- Ancora nel 1980 Dalla collabora all'album di Roberto Vecchioni Montecristo, presente al sax nel brano La strega[5].
- Nel 1981 canta una strofa nella canzone di Renzo Zenobi, Telefono elettronico[6].
- Nel 1981 cederà la sua canzone Angeli a Bruno Lauzi. Nel brano è presente lo stesso musicista emiliano, sia nei vari ritornelli che nei controcanti.
- Suona il sax nella canzone Schiavo senza catene, contenuta nell'omonimo album di Marco Ferradini, uscito nel 1981[7].
- Inoltre incide sempre nel 1981, con Nicola Arigliano, Ornella Vanoni e Anna Identici, I quattro musicanti, canzone in forma di favola ispirata a I musicanti di Brema dei Fratelli Grimm, su musiche di Luis Bacalov e testi di Sergio Bardotti[8].
- Per l'album d'esordio degli Stadio, uscito a pochi mesi di distanza dal loro primo 45 giri, Dalla collaborerà alla stesura di quasi tutti pezzi, tra cui Grande figlio di puttana e Chi te l'ha detto, presenti nella colonna sonora di Borotalco, Navigando controvento, dove tra gli autori del brano compare anche un giovane Luca Carboni e la suite Un fiore per Hal, cantata dallo stesso Dalla, assieme al chitarrista Ricky Portera.

Renzo Zenobi con Lucio Dalla (1980)

- Nel 1983 duetta con Ornella Vanoni nella canzone I grandi cacciatori, dall'album Uomini
- Sempre nel 1983 collabora con Tullio De Piscopo suonando il clarinetto nel brano Namina contenuto nell'album Acqua e viento.
- La sera del 21 giugno del 1984 partecipa assieme ad altri big della musica come Paolo Conte, Giorgio Gaber, Nomadi e Pierangelo Bertoli, al concerto tenuto dall'amico Francesco Guccini, in Piazza Maggiore a Bologna, cantando il brano Piazza Grande[9].
- Collabora poi, nel 1984, all'album d'esordio di Luca Carboni ...intanto Dustin Hoffman non sbaglia un film, già lanciato da Dalla come autore dei testi nei primi album degli Stadio[10]. Più avanti Carboni ricorderà così il loro primo incontro: «La prima volta che ci vedemmo fu ufficialmente da Vito (celebre osteria bolognese), una sera dell'81. Gli diedi una busta con dentro i testi e il mio numero di telefono. L'aprì, diede una scorsa ai fogli e senza aprir bocca la passò agli Stadio che banchettavano con lui. Il giorno dopo ero a lavorare come autore con Curreri e la band»[11].
- Nel 1985, sull'onda dell'eco mondiale, provocata dal Live Aid, l'Italia organizzò un proprio evento dal titolo Musicaitalia per l'Etiopia - Volare, che vide alcuni tra i più grandi artisti italiani cantare la celebre canzone di Domenico Modugno, tra cui Fabrizio De André, Dori Ghezzi, Giuni Russo, il Banco del Mutuo Soccorso, Dalla e tanti altri. In realtà i cantanti non provarono mai assieme, in quanto le loro voci furono ammucchiate solo virtualmente, alcune registrate addirittura a parte e poi mixate. L'operazione riuscì a metà, infatti gli incassi, per sostenere la causa africana, furono piuttosto esigui[12].
- Lo stesso anno pubblica assieme al pianista Marco Di Marco un altro album, esclusivamente di musica jazz, dal titolo Lucio Dalla Marco Di Marco, dove collaborano musicisti come Jacky Samson e Charles Saudrais[13]; con Di Marco registra un altro album di jazz nel 1992, Blues for Love.
- Compone assieme a Mango Bella d'estate, uno dei più grandi successi del cantante lucano, tratto dall'album Adesso (1987). Dalla è autore del testo, Mango delle musiche.[14]
- Nel 1987, allo stadio Collana di Napoli, durante il concerto di Pino Daniele, canta, assieme a quest'ultimo, il brano Caruso.
- Nel 1988 compone con Francesco Guccini il brano Emilia e con Riccardo Cocciante il brano Cuori di Gesù, entrambi presenti nell'album Dalla/Morandi.
- Nel 1989 collaborerà ancora con Gianni Morandi nell'album Varietà, componendo cinque dei brani presenti, tra cui spicca Bella signora, scritta assieme a Mauro Malavasi[15].
- 1989 Renzo Arbore nel suo programma quotidiano di Rai Due D.O.C. : Musica e altro a denominazione d'origine controllata, dedica a Dalla, per un'intera settimana, un tributo speciale, dove il cantautore bolognese ha modo di riproporre il meglio del suo repertorio tra cui il divertente duetto in scat con Gegè Telesforo e il famoso numero della "frantumazione del clarinetto", già proposto in passato in altre trasmissioni televisive e presente anche nel film-concerto Banana Republic[16].
- Sempre nel 1989 si esibisce al Ferrara Buskers Festival con il suo clarino, in versione "artista di strada", assieme al musicista Jimmy Villotti[17]
- Assieme a Renzo Arbore e Roberto Murolo canta O ciucciariello, nel programma di Raiuno 'Na voce 'na chitarra.
- Nel 1990 duetta poi con Angela Baraldi in Preghiera (nell'album Viva di Angela Baraldi).
- Nel 1991 canta assieme a Toquinho La casa in riva al mare, brano originariamente inserito dall'artista brasiliano nell'album Viaggiatore del sogno[18] e 4/3/1943 con Chico Buarque de Hollanda nella medesima trasmissione presentata da Gianni Minà[19].
- Nello stesso 1991, torna ad esibirsi per la RSI - Radiotelevisione svizzera, presentando due brani inediti (Calmo mare e Kawasaki), mai incisi su LP e ispirati a due poesie di Giorgio Orelli[20].
- Inoltre, sempre nel 1991, canta assieme a Riccardo Cocciante e a Mario Lavezzi il brano Giorni leggeri, presente nell'album di quest'ultimo Voci[21].
- Nel 1992 al primo Pavarotti & Friends duetterà con il tenore modenese cantando Caruso[22], poi, assieme allo stesso Pavarotti, Zucchero Fornaciari, Sting e Brian May, canta la celebre aria del Rigoletto, La donna è mobile.
- Nel 1992 vocalizza un brano del cantautore Vincenzo Spampinato, dal titolo Bella e il mare, presente nell'album di quest'ultimo dal titolo L'amore nuovo[23].
- Nel 1993 duetta assieme alla giovane cantante Tosca, nel brano Rispondimi, presente nell'album Henna.
- Nel 1994 partecipa al concerto di Natale tenutosi in Vaticano cantando Tu scendi dalle stelle e assieme ad Angelo Branduardi e Randy Crawford il brano Silent Night Holy Night[24].
- Sempre nel 1994 duetta, insieme a Konstantin Wecker, nell'album Wenn du fort bist, cantando il brano Stirb ma ned weg[25].

Due giovanissimi Lucio Dalla e Gianni Morandi

- Ancora nel 1994 è presente nell'album Crazy, di Julio Iglesias, dove assieme cantano la sua Caruso.
- Nel novembre del 1995 gli amici Lucio Dalla e Gianni Morandi tornano inaspettatamente insieme per un concerto tenuto a New York, nel celebre palcoscenico del Madison Square Garden, poi trasmesso anche in televisione, dove avranno modo di proporre 36 pezzi del loro repertorio, dinanzi a tredicimila spettatori, proponendo tutti i loro grandi successi. Fino ad allora solo Luciano Pavarotti ed Enrico Caruso detenevano il primato di essersi esibito nella storica arena e nessun cantante di musica leggera italiana era mai riuscito nell'impresa, anche se lo stesso Dalla si era già esibito al Madison un anno prima, con L'Orchestra Italiana di Renzo Arbore, nel 1994, in occasione della Festa azzurra, dedicata ai mondiali di calcio americani[26]. Il concerto è l'inizio di un tour, il Dallamericamorandi, che porterà la coppia ad esibirsi anche in Canada, esattamente al Maple Leaf Garden di Toronto, l'evento, curato da Adriano Aragozzini è nato anche per il fatto che i due artisti avevano già calcato le platee americane: Dalla nel 1986 al Village Gate, Morandi nel 1968 al Feld Forum e al Palace Theatre di Broadway nel 1993[27]. Nella conferenza stampa, tenuta al Rockfeller Center, Dalla colse l'occasione per rinnovare la sua passione, non solo per la musica, ma anche per il basket: «Cantare al Garden, per un fanatico di basket come me, ha un significato simbolico enorme. Appena arrivato, ieri, vi sono corso a vedere la partita New York contro Phoenix»[28]. Nell'aprile 1998 ripartirà la sua nuova tournée americana, a tre anni di distanza dal concerto del Madison Square Garden, senza l'amico Morandi. infatti il 27 dello stesso mese si esibisce al Beacon Theatre di Broadway, cantando vecchi e nuovi brani del suo repertorio, di fronte ad un ristretto pubblico di duemila persone[29].
- Canta sempre nel 1995 in duetto con Marco Masini nel programma di Raitre Taxi, la canzone Latin lover
- Presenzia al concerto di Antonello Venditti, tenutosi il 5 luglio del 1996, in piazza del Plebiscito a Napoli, dove il cantautore romano si sostituisce simpaticamente a De Gregori, cantando assieme a Dalla Ma come fanno i marinai[30].
- Sempre nel 1996, è presente nell'album degli Articolo 31 Così com'è, cantando alcune strofe della sua Disperato erotico stomp nel brano L'impresa eccezionale, che come si evince dal titolo stesso, prende spunto, e al tempo stesso omaggia, la celebre canzone del cantautore.
- Nel 1997, in coppia con Michel Petrucciani, al concerto tenuto a Bologna, alla presenza di papa Giovanni Paolo II, suona il brano You've Got a Friend di Carole King.[31].
- Sempre nel 1997 duetta con Ana Belén, cantando Canción (cover di Canzone, dall'album Mirame) - Respondeme
- Nel 1998, è ospite, assieme a Eros Ramazzotti, dello show francese Taratata, dove cantano assieme il brano Cosa sarà.
- Nel 1999 partecipa all'album di Elio e le Storie Tese, cantando con gli "Elii" la canzone Psichedelia, esibendosi assieme anche dal vivo, nel programma musicale di Raidue Taratata, dove l'anno precedente aveva già duettato con Claudio Baglioni, in un bel rifacimento della sua Henna e con i Bluvertigo, accompagnando il gruppo al sax nella celebre canzone di Lou Reed, Walk on the Wild Side. Inoltre qualche suo vocalizzo è possibile udirlo, nell'allora, nuovo album degli Skiantos (storico gruppo bolognese degli anni settanta) Doppia dose[32].
- Il 1º gennaio 2000 partecipa alla consueta diretta televisiva per festeggiare il nuovo anno, esibendosi prima con Nino D'Angelo (con il quale interpreta molte canzoni napoletane, tra le quali Era de maggio, Luna rossa, Reginella…) e subito dopo con il celebre gruppo cubano dei Buena Vista Social Club, proponendo la sua Piazza Grande[33].

Lucio Dalla con Jimmy Villotti intrattiene i passanti al Ferrara Buskers Festival

- Sempre nel 2000, partecipa all'album Ciao Ràgaz di Andrea Mingardi, cantando nel brano A io' vèst un Marziàn, con lo stesso Mingardi ha anche riscritto il testo di una canzone di Tom Waits Time, suscitando l'apprezzamento del musicista statunitense[34].
- Il 20 agosto 2000, va in scena, al Teatro antico di Taormina, il concerto tenuto da Ray Charles e Lucio Dalla, nella prima parte della serata si è esibito il cantante bolognese, nella seconda parte, l'artista americano. Nel finale i due musicisti, per la gioia dei cinquemila spettatori (anche se non è mancato qualche fischio per l'esibizione giudicata troppo breve), hanno duettato assieme cantando la celebre Yesterday dei Beatles e l'altrettanto celebre 'O sole mio. Nell'eseguire i brani, come racconta Alfio Sciacca dal Corriere della Sera, i due artisti hanno concordato pochissimo, lasciando tutto al caso e facendosi guidare esclusivamente dall'estro e dall'improvvisazione. Dalla ha inoltre ricordato un loro precedente incontro, avvenuto anni prima, al Madison Square Garden, dove entrambi si erano esibiti, ma in quell'occasione non nello stesso momento, ma solo nella stessa serata. Nello stesso articolo del Corriere della Sera l'artista emiliano ha ribadito tutta la sua stima nei confronti del cantante statunitense: «Non c'è dubbio che Ray Charles sia stato il più grande mito della mia giovinezza e devo dire che ho sempre invidiato la sua musicalità senza paragoni. Quindi già il solo fatto di essere sullo stesso palco e cantare insieme a lui è stata un'idea che mi ha fatto subito divertire da morire»[35].
- Nel 2001 incide una nuova versione di Come è profondo il mare, cantata con Federico Zampaglione, dei Tiromancino, presente nella colonna sonora del film Paz! di Renato De Maria.[36]
- Partecipa, nello stesso periodo assieme a Vinicio Capossela e Lucilla Galeazzi, all'album dell'artista francese Philippe Eidel, cantando il brano Tu sai qui so[37].
- Collabora al nuovo disco di Napoli Centrale assieme ad altri artisti quali Raiz degli Almamegretta, Enzo Gragnaniello e 'O Zulù dei 99 Posse, duettando con James Senese, nel brano Maria Maddalena[38].
- Nel 2001 duetta con Anna Oxa sulle note di Caruso per lo show del sabato sera di RaiUno, Torno Sabato.
- Nel 2001 scrive infine il testo della canzone Lory, presente in Bit, album del giovane cantautore Daniele Groff[39].
- Un anno più tardi, nel 2002, incide con Shel Shapiro, nell'album di quest'ultimo Shel, una rilettura di un famoso brano degli anni sessanta, Bisogna saper perdere, che fu lanciato dai due artisti a Sanremo[40].
- Nel 2002, nel programma La bella e la bestia da lui stesso condotto, duetta con Zucchero Fornaciari, accompagnandolo al sax nella canzone Donne e Renato Zero, con cui canta La sera dei miracoli. Duetta inoltre con Gianna Nannini (Cosa sarà), Gino Paoli (Sapore di sale), Al Bano (O Sole Mio e Nel sole) e Andrea Bocelli con cui canta la sua Caruso.
- Nel 2003, è uno degli ospiti nel disco di Fabio Concato Volià, il brano scelto è quello rivolto al Telefono Azzurro[41].
- Dalla ha, inoltre, interpretato, musiche di Vivaldi con i Solisti Veneti di Claudio Scimone[42].
- Nel luglio del 2003, al Caruso Awards Concert di Sorrento, duetta con l'artista brasiliano Gilberto Gil, cantando la sua 4/3/1943[43].
- Nello stesso anno viene ristampato in versione CD, un vecchio progetto, datato 1977, che vide protagonisti Ron, Teresa De Sio, Claudio Lolli e lo stesso Dalla. I quattro artisti infatti, prestarono le proprie voci per dar vita all'opera rock L'Eliogabalo, di Emilio Locurcio, nell'occasione Dalla impersonava un umile contadino[44].
- Nel 2003 duetta con Mina cantando la canzone Amore disperato, dal suo album Lucio.
- Nel 2004 collabora all'album I Love Me, Vol. I, del polistrumentista William Bottin, collaboratore anche di Sergio Caputo, presentando un'inedita versione dance di Lunedì Cinema e con il quale scrive le musiche per l'opera teatrale Speak truth to power - Voci contro il potere, tratta dal libro di Kerry Kennedy[45]. Lo spettacolo, a sfondo benefico per la salvaguardia dei diritti umanitari, è stato ideato negli Stati Uniti e per iniziativa di Telecom Progetto Italia, per quattro giorni, è approdato anche in Italia, al Piccolo Teatro di Milano, nell'ottobre del 2006, in una nuova versione curata da Lucio Dalla e con un cast composto, tra gli altri, Marco Alemanno, Angela Baraldi, Piera Degli Esposti, Enzo Iacchetti e Gad Lerner[46].
- Nel 2004 duetta, poi, con la cantante Nicky Nicolai nell'album Tutto passa[47].
- Partecipa all'album tributo Neruda en nel corazón, dedicato al grande poeta cileno, cantando la poesia Mia brutta! (¡Mi fea!)[48].
- Partecipa infine all'album di Mango, Ti porto in Africa, cantando assieme all'artista lucano nel brano Forse che sì, forse che no[49].
- Ancora nello stesso anno dà alle stampe Impressioni di jazz, una sorta di antologia live di vari brani eseguiti con la Doctor Dixie Jazz Band, durante alcuni tour negli anni ottanta. L'album rappresenta un puzzle di esibizioni della band in alcuni concerti del 1983 e 1988, dove Dalla accompagna i musicisti al clarinetto, con numerosi interventi vocali in chiaro stile scat. Nell'album sono presenti classiche reinterpretazioni di famosi pezzi jazz quali Jeep's Blues di Johnny Hodges, reinterpretata anche da Duke Ellington e Flying Home di Benny Goodman, nonché un omaggio a Ray Charles con la sua Georgia on My Mind[50].
- Nel 2005 partecipa ad un tour jazz con Stefano Di Battista, Dedè Ceccarelli, Julian Oliver Mazzariello e Rosario Bonaccorso[51].
- Duetta con Gigi D'Alessio cantando Caruso (Live Piazza Plebiscito 30-09-2005 Diretta Rtl)
- Nel 2007 assieme ad altri artisti come i Pooh, Alex Britti, Neffa e Mario Biondi, partecipa e canta nell'album dei Neri per Caso (Angoli diversi), i quali hanno reinterpretato a cappella i brani dei vari artisti, nel caso di Dalla il brano scelto è stato Balla balla ballerino[52].
- A riprova del suo affetto per la città campana, si è anche esibito al Trofeo Birra Moretti allo Stadio San Paolo di Napoli, l'8 agosto 2007, indossando la maglia del Napoli e inscenando una bizzarra interpretazione del brano sudamericano Mas que nada assieme al cantante Jorge Ben e a ballerine brasiliane[53].

Lucio Dalla con Luciano Pavarotti e Zucchero Fornaciari

- Insieme a Venditti ha inoltre realizzato le musiche dello spettacolo multimediale La storia bandita, dedicato al brigante Carmine Crocco, per la regia di Victor Rambaldi.[54].
- Nel 2007 canta con Irene Fargo La sera dei miracoli.
- Nel 2009 duetta con Dajana in Sei come sei per la riedizione del suo album di debutto: Peccato - Reload.
- Nel settembre 2009, duetta con Fiorella Mannoia, cantando il brano Anna e Marco, durante il concerto per l'Abruzzo, allo Stadio Olimpico di Roma.
- Nel novembre del 2009 Dalla mette in musica, assieme a Marco Alemanno, un'opera della poetessa, recentemente scomparsa, Alda Merini dal titolo Francesco, cantico di una creatura. lo spettacolo celebra altresì i 50 anni dell'istituto Opera San Francesco, per i continui aiuti a emarginati e indigenti[55].
- Il 14 agosto 2011 il musicista partecipa, da spettatore, al Castelbuono Jazz Festival, serata in cui si esibiva il famoso trombettista Enrico Rava. Gli organizzatori convinsero Dalla a salire sul palco e assieme al jazzista hanno improvvisato il brano Over the Rainbow. Queste le parole di Dalla dal palco: «Suonare insieme ad Enrico Rava, questa sera, a Castelbuono, è tra le più belle cose fatte nella mia vita artistica»[56].
- Nell'ottobre 2011, partecipa assieme da altri artisti come Franco Battiato, Ivano Fossati, Fiorella Mannoia, Massimo Ranieri, Gianni Morandi e tanti altri ad una campagna benefica per il sostegno alla donazione degli organi. Il progetto ideato da Roberto e Marinella Ferri vede la pubblicazione di un disco dal titolo Ti amo anche se non so chi sei, contenente 12 tracce, il cui ricavato verrà devoluto alla ricerca delle malattie epatiche[57].
- Sempre nel 2011 reinterpreta con Sergio Cammariere (pianoforte) e Olen Cesari (violino), il brano Anema e core, presente nella raccolta Questo è amore[58]
- Duetta con Nazzareno Carusi nel Nessun dorma (dall'album Petrolio) di Nazzareno Carusi.
- Canta con Marco Mengoni Meri Luis (dall'album Questo è amore).
- Collabora inoltre con i Marta sui tubi, partecipando al rifacimento della canzone Cromatica, contenuta nell'ultimo album della band Carne con gli occhi.[59]
- Nel 2012 duetta con Paolo Simoni nella canzone Io sono io e tu sei tu.
- Tra le ultime esibizioni del cantante si ricordano, il 7 febbraio 2012 ad Apricena, l'8 febbraio al Teatro del Fuoco a Foggia, il 9 febbraio al Teatro Comunale (dal 2 marzo 2012 "Teatro Lucio Dalla") di Manfredonia e il 10 febbraio 2012 al Teatro Petruzzelli di Bari. Tali date sono state il frutto di una partecipazione del musicista allo spettacolo-tour teatrale Il bene mio, scritto e diretto dal regista Cosimo Damiano Damato. Sul palco l'attore Marco Alemanno, Her e lo stesso Dalla hanno celebrato la vita e le canzoni di Matteo Salvatore. Nello spettacolo Dalla canta Anema e core, Il bene mio e Il monaco cercatore. Il bene mio sarebbe dovuto diventare un film con protagonista Marco Alemanno e la partecipazione di tanti musicisti fra cui lo stesso Dalla, Renzo Arbore, Moni Ovadia e tanti altri[60].
- A quarant'anni di distanza dall'ultima partecipazione torna al Festival di Sanremo dove in veste di direttore d'orchestra canta assieme al giovane cantautore Pierdavide Carone il brano Nanì, di cui è anche coautore.
- Una delle ultime collaborazioni del musicista riguarda, inoltre, il CD Anestesia totale, uscito nel maggio del 2012 e realizzato dai fratelli Corvino. L'album è tratto dall'omonimo spettacolo teatrale di Marco Travaglio e Isabella Ferrari, che ha visto la partecipazione di numerosi artisti quali Franco Battiato, Caparezza, Daniele Silvestri, Antonella Ruggiero, Simone Cristicchi e tanti altri tra cui Lucio Dalla che ha composto per l'occasione il brano L'innocenza (uno dei suoi ultimi inediti), con testo dello stesso Marco Travaglio. Il ricavato del progetto è stato interamente devoluto, per scopi benefici, alla comunità genovese di San Benedetto al Porto, fondata da don Andrea Gallo[61].
- Nel 2013 Ilaria Porceddu pubblica Mai mai, brano inedito scritto da Lucio Dalla e Attilio Fontana.
- Nel febbraio del 2018 l'amico Ron porta al Festival di Sanremo un inedito del cantautore bolognese dal titolo Almeno pensami.